# Simone FM

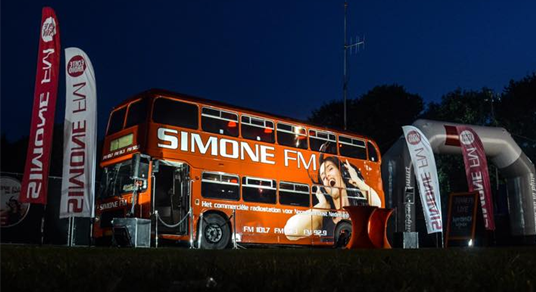
Simone FM locatie studio

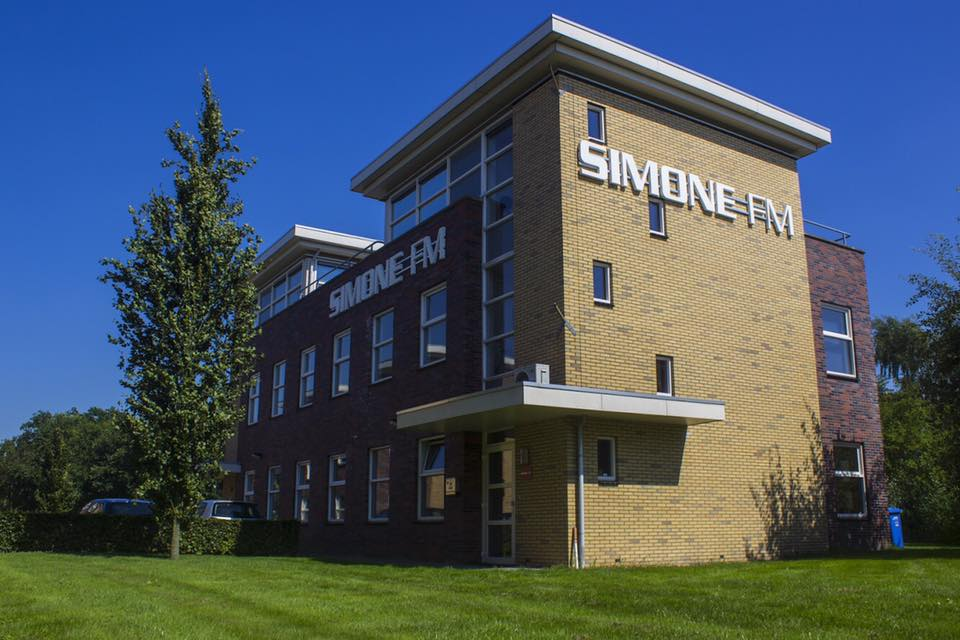
Het voormalige pand van Simone FM in Emmen

Simone FM is een Nederlandse radiozender te ontvangen in Noord- en Oost-Nederland. De zender is via de FM te ontvangen in de gehele provincies Groningen en Drenthe en in het noordoosten van de provincie Friesland. Via DAB+ is Simone FM te beluisteren in heel Groningen en Drenthe. De studio's waren voorheen gevestigd in Vlagtwedde, Stadskanaal en Emmen, maar men verhuisde in januari 2023 definitief geheel naar Ter Apel.

## Format
Simone FM zendt 24 uur per dag een mix van pop- en rockmuziek uit, gericht op de doelgroep van 20 tot 49 jaar. Het station verzorgt tevens nieuwsuitzendingen en regionale informatie, zoals verkeersinformatie. Op werkdagen presenteert Bert Vos de ochtendshow van 9:00 tot 12:00 uur. Op zaterdag presenteert Johan Mooibroek de show Best Classics van 9:00 tot 12:00 uur en Henri Haan de zaterdagmiddagshow van 15:00 tot 18:00 uur.

## Geschiedenis
Op 5 januari 1998 werd het station officieel opgericht als Radio Simone. De eerste uitzendingen vonden in mei 1998 plaats op de kabel in de provincies Groningen en Drenthe. Daarmee is Simone FM, samen met Amor FM, de oudste nog actief op de FM uitzendende regionale commerciële omroep.
Het Agentschap Telecom (thans: RDI) gaf op 2 mei 1998 toestemming om uitzendingen te mogen verzorgen, waardoor het station naast de mogelijkheid greep om FM-frequenties aan te vragen. Een omroep moest namelijk voor 1 mei 1998 actief zijn als omroep om een FM-pakket aan te mogen vragen.
In 2003 lukte het Radio Simone om kavel B14 te bemachtigen met daarin drie etherfrequenties (in Groningen, Hoogezand en Emmen) Ook werd de naam omgedoopt in Simone FM.
Het station is een opstap gebleken voor jong talent. Enkele presentatoren zijn doorgestroomd naar een landelijke omroep: Jordi Warners (Radio 538), Martijn Biemans (Qmusic), Anton Griep (Qmusic), Danny Blom (Radio 538), Jordi Mulderij (Radio Veronica) en Kylian van Luijt (Radio 538). Andere Simone FM'ers maakten een overstap naar de publieke omroep: Martijn Woering (RTV Noord / RTV Drenthe) en René Steenbergen (RTV Drenthe). Ook werd het typetje Evert Baptist van Wim Drent bedacht bij Simone FM.

## Locatie-uitzendingen
Simone FM had een rode Engelse dubbeldekker. Dit was een Bristol-bus uit 1977 waarvan de bovenverdieping omgebouwd was tot radiostudio en op de benedenverdieping bevond zich een café. Voornamelijk in de zomermaanden maakte het station radio vanuit deze dubbeldekker op evenementen. In 2022 is de bus verkocht en is men gestopt met de locatieuitzendingen. 